# Paul Bahn
Paul Gerald Bahn, né le 29 juillet 1953 à Kingston upon Hull (Royaume-Uni), est un préhistorien, archéologue, traducteur, écrivain et diffuseur britannique qui a publié de nombreux ouvrages sur différents sujets archéologiques, avec une attention particulière à l'art préhistorique. Il est rédacteur en chef du magazine Archaeology. Avec Colin Renfrew, il coécrit le manuel d'archéologie à succès Archaeology: Theories, Methods and Practice.

## Jeunesse et formation
Paul Bahn naît et grandit à Kingston upon Hull, en Angleterre. Il fait ses études au collège mariste de cette ville ainsi qu'au Gonville and Caius College de Cambridge, où il étudie l'archéologie et obtient une licence en 1974,. Il soutient sa thèse de doctorat (PhD) sur la préhistoire des Pyrénées françaises à Cambridge en 1979.

## Carrière
Après avoir obtenu son doctorat, Bahn occupe plusieurs postes de chercheur postdoctoral, à Liverpool et à Londres, ainsi qu'un postdoctorat de la Getty Foundation en histoire de l'art et sciences humaines. Il commence à travailler en tant qu'indépendant au milieu des années 1980 et se consacre à l'écriture, à l'édition et à la traduction de livres sur l'archéologie, et travaille aussi occasionnellement comme journaliste.

## Travaux
Ses principaux intérêts de recherche sont l'art préhistorique, en particulier l'art rupestre du monde entier, l'art pariétal, ainsi que l'archéologie de l'île de Pâques. En 2003, il dirige l'équipe qui découvre le premier site d'art pariétal datant du Paléolithique supérieur en Grande-Bretagne.

## Activité éditoriale
Paul Bahn est rédacteur en chef du magazine Archaeology, publié par l'Institut archéologique américain (AIA) et donne des conférences lors de nombreux voyages d'étude archéologique parrainés notamment par l'AIA à travers l'Europe, l'Afrique, l'Amérique du Nord et la Polynésie. Bahn a également été consultant expert pour un certain nombre de documentaires archéologiques, dont la production de la BBC « The Making of Mankind » et la trilogie de programmes « Human Origins » pour la série Nova produite par WGBH-TV, à Boston.
En 2012 Bahn publie ses mémoires The Cambridge Rapist - Unmasking The Beast of Bedsitland, évoquant ses jours d'étudiant à une époque où le violeur en série Peter Samuel Cook était en liberté,.

## Honneurs
Le 9 janvier 1986, Bahn est élu membre de la Society of Antiquaries of London (FSA).

## Publications
- Pyrenean Prehistory (1984)
- Ancient Places (with Glyn Daniel, 1986)
- Images of the Ice Age (1988, with Jean Vertut)
- The Bluffer's Guide to Archaeology (1989, 2nd ed. 1999, 3rd ed. 2004)
- Archaeology: Theories, Methods and Practice (1991, with Colin Renfrew—2nd ed. 1996, 3rd ed. 2000, 4th ed. 2004, 5th ed. 2008, 6th ed. 2012)
- Easter Island, Earth Island (with John Flenley, 1992)
- 100 Great Archaeological Discoveries (1995)
- Mammoths (with Adrian Lister, 1995; 2nd ed. 2000)
- Archaeology: a very short introduction (1997)
- Journey Through the Ice Age (with Jean Vertut, 1997)
- The Cambridge Illustrated History of Prehistoric Art (1998)
- Disgraceful Archaeology (with Bill Tidy, 1999)
- The Enigmas of Easter Island (with John Flenley, 2003)
- Cave Art: A Guide to the Decorated Ice Age Caves of Europe (2007; 2nd ed. 2012)
- The Cambridge Rapist - Unmasking The Beast of Bedsitland (2012, Vanguard Press,  (ISBN 978-1843868514))
- Lee, Georgia; Horley, Paul; Bahn, Paul (May 2014). "Comments on historical images of the moai Hoa Hakananai'a" (PDF). Rapa Nui Journal. Easter Island Foundation. 28 (1): 53–59.